# Municipio General Saavedra
Das Municipio General Saavedra (auch: Agustín Saavedra oder nur Saavedra) ist ein Verwaltungsbezirk im Departamento Santa Cruz im Tiefland des südamerikanischen Anden-Staates Bolivien.

## Lage im Nahraum
Das Municipio Saavedra ist eines von fünf Municipios in der Provinz Obispo Santistevan. Es grenzt im Norden an das Municipio Mineros, im Westen an die Provinz Sara, im Süden an das Municipio Montero, im Osten an die Provinz Ignacio Warnes und im Nordosten an die Provinz Ñuflo de Chávez. Es erstreckt sich von Westen nach Osten bis zu 30 Kilometer und von Norden nach Süden bis zu 25 Kilometer.
Der zentrale Ort des Municipios ist die Landstadt General Saavedra mit 4611 Einwohnern (Volkszählung 2012) im Zentrum des Municipios.

## Geographie
Das Municipio Saavedra liegt im tropischen Feuchtklima vor dem Ostrand der Anden-Gebirgskette der Cordillera Oriental. Die Region war vor der Kolonisierung von Monsunwald bedeckt, ist heute aber größtenteils Kulturland.
Die mittlere Durchschnittstemperatur der Region liegt bei knapp 25 °C (siehe Klimadiagramm Santa Cruz), die Monatsdurchschnittswerte schwanken zwischen 20 °C im Juli und 28 °C im Dezember. Der Jahresniederschlag beträgt etwa 1300 mm, die Monatsniederschläge sind ergiebig und liegen zwischen 40 mm im August und 200 mm im Januar.

## Bevölkerung
Die Einwohnerzahl des Municipios ist zwischen 1992 und 2001 um fast die Hälfte angestiegen, stagnierte jedoch dann bis 2024:
| Jahr | Einwohner | Quelle       |
| ---- | --------- | ------------ |
| 1992 | 11.639    | Volkszählung |
| 2001 | 16.592    | Volkszählung |
| 2012 | 14.209    | Volkszählung |
| 2024 | 16.043    | Volkszählung |

Die Bevölkerungsdichte des Municipios bei der Volkszählung 2024 betrug 32,2 Einwohner/km².
Die Säuglingssterblichkeit war von 9,4 Prozent (1992) auf 8,2 Prozent im Jahr 2001 zurückgegangen, der Alphabetisierungsgrad bei den über 6-Jährigen von 73,3 Prozent (1992) auf 85,7 Prozent angestiegen.
93,4 Prozent der Bevölkerung sprechen Spanisch, 25,3 Prozent sprechen Quechua, 12,0 Prozent Guaraní und 0,4 Prozent Aymara.
51,7 Prozent der Bevölkerung haben keinen Zugang zu Elektrizität, 21,6 Prozent leben ohne sanitäre Einrichtung. (2001)
66,4 Prozent der 2747 Haushalte besitzen ein Radio, 44,5 Prozent einen Fernseher, 69,2 Prozent ein Fahrrad, 5,2 Prozent ein Motorrad, 10,7 Prozent ein Auto, 18,6 Prozent einen Kühlschrank, und 3,1 Prozent ein Telefon. (2001)

## Politik
Ergebnis der Regionalwahlen (concejales del municipio) vom 4. April 2010:
| Wahl- berechtigte |  | Wahl- beteiligung | gültige Stimmen |  | MAS-IPSP | FA     | MSM    | ASIP   | TODOS |
| ----------------- |  | ----------------- | --------------- |  | -------- | ------ | ------ | ------ | ----- |
| 5.747             |  | 4.931             | 4.009           |  | 1.224    | 1.142  | 996    | 440    | 207   |
|                   |  | 85,8 %            | 81,3 %          |  | 30,5 %   | 28,5 % | 24,8 % | 11,0 % | 5,2 % |

Ergebnis der Regionalwahlen (elecciones de autoridades políticas) vom 7. März 2021:
| Wahl- berechtigte |  | Wahl- beteiligung | gültige Stimmen |  | MAS-IPSP | CREEMOS | UNIDOS | MNR    | SOL    | ASIP   |
| ----------------- |  | ----------------- | --------------- |  | -------- | ------- | ------ | ------ | ------ | ------ |
| 9.242             |  | 8.213             | 7.514           |  | 3.769    | 2.998   | 260    | 248    | 165    | 74     |
|                   |  | 88,87 %           | 91,49 %         |  | 50,16 %  | 39,90 % | 3,46 % | 3,30 % | 2,20 % | 0,98 % |

## Gliederung
Das Municipio Montero ist nicht weiter in Kantone (cantones) unterteilt, es gliedert sich in 32 Unterkantone (vicecantones) mit insgesamt 48 Ortschaften (localidades).

## Ortschaften im Municipio General Saavedra
- General Saavedra 4611 Einw. – Pico de Monte 1207 Einw. – Puente Caimanes 832 Einw.